# 多佛鎮區 (愛荷華州波卡洪塔斯縣)
多佛鎮區（英語：Dover Township）是位於美國愛荷華州波卡洪塔斯縣的一個行政鎮區。

## 地方資料
根據2010年美國人口普查的數據，多佛鎮區的面積為94.07平方千米，當中陸地面積為93.58平方千米，而水域面積為0.49平方千米。當地共有人口188人，而人口密度為每平方千米2人。